# 长梗蓝果树
长梗蓝果树（学名：Nyssa wenshanensis var. longipedunculata）为蓝果树科蓝果树属下的一个变种。

## 扩展阅读
- 維基物種上的相關：长梗蓝果树